# Potencial quântico
Potencial quântico é uma função no espaço de configuração da mecânica bohmiana que é determinada por sua própria função de onda.
Pela interpretação de Bohm, o potencial quântico possibilita a não-localidade do universo através de uma relação funcional a cada ponto do espaço-tempo.